# مارتن كورتي
مارتن كورتي (بالألمانية: Martin Korte)‏ هو أحيائي ألماني، ولد في 1964.

## وصلات خارجية
- مارتن كورتي على موقع IMDb (الإنجليزية)